# Nuestra Señora de Sichem
Nuestra Señora de Sichem es una advocación de la  Virgen María cuyos orígenes se encuentran en un templo ubicado debajo del Monte Garizín en Israel. El emperador romano Adriano restauró el templo citado y lo dedicó a  Júpiter. En ese lugar existía una comunidad cristiana que sufrió mucho por los ataques de grupos samaritanos. Como venganza contra estospor un ataque que habían realizado, en el año 474, el emperador Augusto dio a los cristianos el monte Garizim donde construyeron un templo dedicado a la  Santísima Virgen.
Después de conquistar los  musulmanes aquellos territorios, el cristianismo desapareció de la zona.

## Templo en Lovaina
Como desagravio a tales acciones, los franceses levantaron un santuario en el Ducado de Lovaina y lo pusieron bajo la advocación de la Virgen de Sichem. En él está la estatua de Nuestra Señora de Sichem, o como Nuestra Señora de Montaigu que es con el nombre con el que resulta más conocido, cuya imagen es venerada desde épocas muy tempranas.

## Historia de la estatua
Cuenta la tradición que un pastor buscó la estatua de Nuestra Señora después de que aparentemente hubiera caído de un nicho cortado que había en un roble.La estatua era, sorprendentemente, mucho más pesada de lo que pudiera parecer y no podía ser levantada por una sola persona. A la vista de esto, el pastor fue en busca del dueño del terreno para que le ayudase a poner la estatua en el sitio donde estaba ubicada en el viejo roble.